# Partidul Comunist Bulgar
Partidul Comunist Bulgar (PCB; în bulgară Българска комунистическа партия (БКП), romanizat: Bǎlgarska komunističeska partija (BKP)) a fost partidul de guvernare comunist și marxist-leninist din Republica Populară Bulgară din 1946 până în 1989, când Republica Populară Bulgară a încetat a mai fi un stat socialist, devenind actuala republică bulgară. Partidul Comunist Bulgar a dominat coaliția Frontului Patriei care a preluat puterea în 1944, la sfârșitul celui de-al Doilea Război Mondial, după ce a condus o lovitură de stat împotriva regimului țarist al Bulgariei, împreună cu Armata Roșie care trecuse Dunărea. Ea a controlat propriile forțe armate, Armata Populară Bulgară.